# 近江和田氏
近江和田氏（おうみわだし）は、日本の氏族。清和源氏満政流、あるいは宇多源氏佐々木氏を祖と称する。代々、近江国甲賀郡和田谷に住していた。戦国時代に和田惟政を輩出した。

## 和田氏 (室町幕府幕臣  →徳川幕府旗本)
惟政の父は和田惟助と伝わるが、惟政の前半生までは不詳な点が多い。和田惟政は、永禄の変で殺害された13代将軍・足利義輝の弟・足利義昭に仕え、その将軍職就任に尽力する。織田信長の援助により上洛を果たし、摂津国の支配を任され摂津池田氏、伊丹氏と共に摂津三守護と称された。しかし国人衆の力が強い摂津支配は難渋を窮め、惟政は池田氏の内紛を鎮めるため出陣したものの白井河原の戦いにおいて戦死する。跡を継いだ惟長は家中の内紛により家臣・高山友照、右近父子に追放され、和田氏は没落した。惟長はそのまま死亡した説があるが、子孫と称する江戸幕府旗本の和田氏に拠れば、惟長は後に羽柴秀吉に仕えたが振るわず、後に徳川家康に仕え旗本として存続した。

## 和田氏 (鳥取藩家老家)
この家系は鳥取藩家老を務めた一族。本姓は源氏、六孫王・源経基の子・満正を祖とする。代々、近江国甲賀郡和田谷に住していた。池田氏との縁は和田八郎信維が天正10年（1582年）に池田恒興の客将となり、2,300石を与えられたことから始まる。子・正信の代に正式な家臣となり、池田輝政に仕えて4,600石が与えられた。
池田忠継に従って岡山に移ってからは家老職を務め、寛永9年（1632年）の鳥取転封後は着座家に列し、伯耆国河村郡に所領が与えられた。荒尾氏に次いで格式の高い家として厚遇された和田氏は、河村郡小鹿谷に陣屋を構え、松崎での自分手政治が許された。
4代・三信は池田光仲の信任が厚く、長年家老として光仲の補佐を務め、「三信死せば我が墓前に来れ」と光仲から約束されたことで知られている。寛文4年（1664年）、光仲から400石与えられて家禄が5,000石に加増され、元禄7年（1694年）には5,500石に加増された。13代・信且は幕末の動乱期に藩の要職を務め、軍制改革などに関った。信且は勤皇思想の強い人物であり、因幡二十士と交流を持ったがために文久3年（1863年）の本圀寺事件の黒幕とされて信美に家督を譲って隠居した。14代・信美は明治2年（1869年）、版籍奉還により松崎並びに小鹿谷陣屋等の所領を返還、その後は鳥取藩大参事などの要職に任命された。

### 系図
```
太線は実子、細線は養子。
```

```
 
和田信維
（通称・八郎、実名については秀三、長惟とも）
　┣━━┳━━━━━━━━━┳━━━━┓
 
正信
　 某　　　　　　　　
庄兵衛
　 
小右衛門

　｜　　　　　　　　　　　　┃
 
三正
（
荒尾成房
の三男）　 庄之助
　｜　　　　　　　　　　　　┃
 
三信
（
荒尾嵩就
の二男）　新五兵衛
　┃
 
真信

　｜
 
昭信
（
乾知長
の長男）
　｜
 
時信
（
荒尾利周
の弟）
　｜
 
定信
（
池田定賢
の二男）
　┣━━┳━━━━━━━┓
 
信之
　八郎（早世）　 秀之丞（早世）
　┣━━┓
 
信成
 貞五郎（早世）
　｜
 
信古
（
池田仲雅
の二男）
　┣━━┓
 
信美
　
信元

　　　　｜
　　　 
信且
（
鵜殿長発
の二男）
```